# Глазовская, Мария Альфредовна
Мари́я Альфре́довна Глазо́вская (13 (26) января 1912, Санкт-Петербург, Российская империя — 20 ноября 2016, Москва, Российская Федерация) — почвовед, геохимик-ландшафтовед. Заслуженный профессор МГУ, Почётный член Русского географического общества и Докучаевского общества почвоведов, почётный профессор Варшавского университета и почетный доктор Софийского университета. Занимала посты вице-президента Всесоюзного общества почвоведов, члена-корреспондента Международной комиссии по использованию земель, члена консультативного комитета ФАО-ЮНЕСКО.

## Биография
Родилась в семье врача.
В 1929 году окончила среднюю школу в городе Колпино под Ленинградом.
В 1929 году поступила в Ленинградский сельскохозяйственный институт, откуда через год перевелась на геолого-почвенно-географический факультет Ленинградского государственного университета. Окончила университет в 1934 году по специальности «Почвоведение» и была оставлена в аспирантуре Географо-экономического научно-исследовательского института при ЛГУ.
В 1937 году защитила диссертацию на соискание учёной степени кандидата географических наук.
Работала ассистентом на кафедре географии почв географического факультета ЛГУ и активно участвовала в экспедициях Почвенного института им. В. В. Докучаева АН СССР.
В 1939—1952 годах жила в городе Алма-Ата, заведовала сектором генезиса почв Института почвоведения АН Казахской ССР, преподавала почвоведение и географию почв в Казахском педагогическом институте.
В 1952 году переехала в Москву, до 1956 года работала в Институте географии АН СССР.
В 1953 году защитила диссертацию на соискание учёной степени доктора географических наук на тему «Внутренний Тянь-Шань как горная страна Центральной Азии».
В 1968 г. М.А. Глазовская принимала участие в IX-м  Международном почвенном конгрессе, проходившим в Австралии. Участие в почвенных экскурсиях позволило ей получить ценные данные о почвах австралийского континента,  которые в дальнейшем стали основой для её лекций географии почв зарубежных стран. Перед конференцией она была привлечена В.А. Ковдой к проекту по созданию "Почвенной карты мира", осуществляемого под эгидой Продовольственной и сельскохозяйственной организации ООН.
С 1952 года — доцент, с 1954 года — профессор географического факультета МГУ. Читала курсы: «Основы почвоведения и география почв», «Почвы мира», «Геохимия ландшафтов СССР», «Геохимические функции микроорганизмов», «Геохимия природных и техногенных ландшафтов СССР».
Заведующая кафедрами на географическом факультете МГУ:
- 1954—1959 гг. — кафедра физической географии СССР
- 1959—1987 гг. — кафедра геохимии ландшафтов и географии почв.

В 1987—2016 годах — профессор-консультант.

## Семья
- Муж — Виталий Гордиенко, погиб на войне[6].

Сыновья:
- Глазовский, Никита Фёдорович (1946—2005) — эколог, член-корреспондент РАН.
- Глазовский, Андрей Фёдорович (род. 1954) — гляциолог[7].

## Награды, премии и звания
- 1945 — Медаль «За доблестный труд в Великой Отечественной войне 1941—1945 гг.»
- 1961 — Орден «Знак Почёта»
- 1967 — Лауреат премии имени М. В. Ломоносова МГУ, за работы по ландшафтно-геохимическому районированию суши Земли
- 1971 — Орден Трудового Красного Знамени
- 1978 — Заслуженный деятель науки РСФСР
- 1983 — Лауреат премии имени Д. Н. Анучина МГУ
- 1984 — Медаль «Ветеран труда»
- 1987 — Государственная премия СССР
- 1990 — Золотая медаль имени В. В. Докучаева, за цикл работ по генезису, географии почв и геохимии ландшафтов
- 1994 — Заслуженный профессор Московского университета (1994)[8].
- 2014 — «Легенда Русского географического общества», за выдающиеся заслуги в области географических наук, образования и воспитания молодёжи[9].

## Членство в организациях
- Почётный член — Русское географическое общество
- Почётный член — Докучаевское общество почвоведов